# Moračko Trebaljevo
Moračko Trebaljevo (cyr. Морачко Требаљево) – wieś w Czarnogórze, w gminie Kolašin. W 2011 roku liczyła 93 mieszkańców.